# Nadezhda Bazhina
Nadezhda Valérievna Bazhina –en ruso, Надежда Валерьевна Бажина– (Penza, URSS, 29 de diciembre de 1987) es una deportista rusa que compitió en saltos de trampolín.
Ganó dos medallas en el Campeonato Mundial de Natación de 2017 y diecinueve medallas en el Campeonato Europeo de Natación entre los años 2010 y 2018.

## Palmarés internacional
| Campeonato Mundial | Campeonato Mundial       | Campeonato Mundial | Campeonato Mundial         |
| Año                | Lugar                    | Medalla            | Prueba                     |
| ------------------ | ------------------------ | ------------------ | -------------------------- |
| 2017               | Budapest (Hungría)       | Medalla de plata   | Trampolín 1 m              |
| 2017               | Budapest (Hungría)       | Medalla de bronce  | Trampolín 3 m sincro       |
| Campeonato Europeo |                          |                    |                            |
| Año                | Lugar                    | Medalla            | Prueba                     |
| 2010               | Budapest (Hungría)       | Medalla de oro     | Trampolín 3 m sincro       |
| 2012               | Eindhoven (Países Bajos) | Medalla de bronce  | Trampolín 1 m              |
| 2012               | Eindhoven (Países Bajos) | Medalla de bronce  | Equipo mixto               |
| 2013               | Rostock (Alemania)       | Medalla de plata   | Trampolín 1 m              |
| 2013               | Rostock (Alemania)       | Medalla de bronce  | Trampolín 3 m              |
| 2014               | Berlín (Alemania)        | Medalla de oro     | Trampolín 3 m              |
| 2014               | Berlín (Alemania)        | Medalla de oro     | Equipo mixto               |
| 2015               | Rostock (Alemania)       | Medalla de oro     | Equipo mixto               |
| 2015               | Rostock (Alemania)       | Medalla de plata   | Trampolín 1 m              |
| 2015               | Rostock (Alemania)       | Medalla de bronce  | Trampolín 3 m sincro       |
| 2016               | Londres (Reino Unido)    | Medalla de oro     | Equipo mixto               |
| 2016               | Londres (Reino Unido)    | Medalla de bronce  | Trampolín 1 m              |
| 2016               | Londres (Reino Unido)    | Medalla de bronce  | Trampolín 3 m sincro       |
| 2016               | Londres (Reino Unido)    | Medalla de bronce  | Trampolín 3 m sincro mixto |
| 2017               | Kiev (Ucrania)           | Medalla de oro     | Trampolín 3 m sincro       |
| 2017               | Kiev (Ucrania)           | Medalla de plata   | Trampolín 1 m              |
| 2017               | Kiev (Ucrania)           | Medalla de bronce  | Equipo mixto               |
| 2018               | Glasgow (Reino Unido)    | Medalla de plata   | Trampolín 1 m              |
| 2018               | Glasgow (Reino Unido)    | Medalla de bronce  | Trampolín 3 m sincro       |